# Krásný Dvůr
Krásný Dvůr è un comune della Repubblica Ceca facente parte del distretto di Louny, nella regione di Ústí nad Labem.

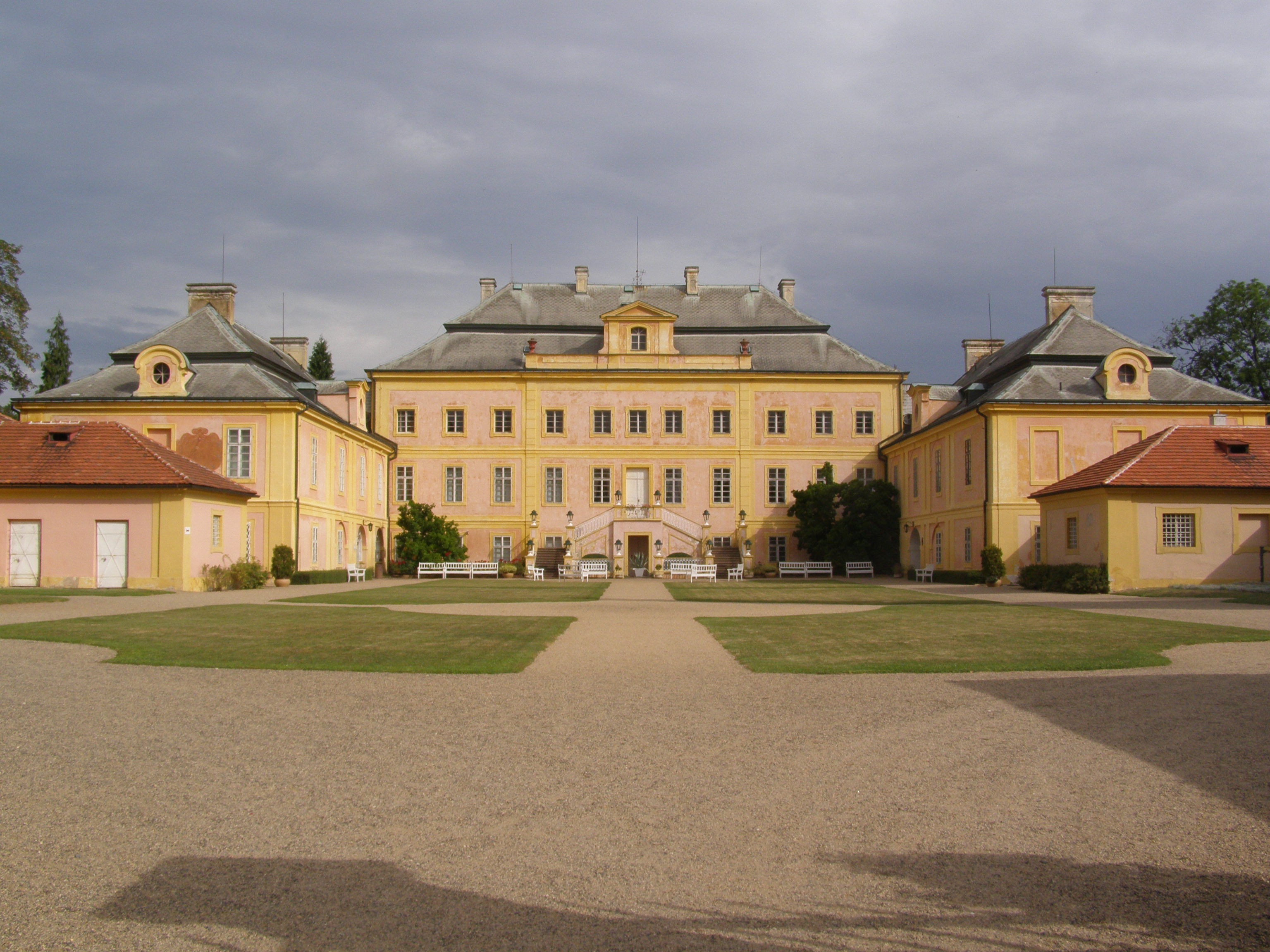
Il castello

## Castello
Il castello barocco venne edificato su progetto di František Kaňka per František Josef Czernin z Chudenic negli anni 1720-1725.
Gli interni storici conservano ancora l'arredamento dell'epoca e una interessante galleria di ritratti di cani.
Negli anni ottanta del XVIII secolo venne creato un parco naturale e paesaggistico con una serie di edifici di gusto già romantico e un ampio bacino acquatico.